# ロドニー・ハイド
ロドニー・ハイド（Rodney Hide、1956年12月16日 - ）は、ニュージーランドの政治家。ACTニュージーランド党党首。

## 経歴
カンタベリーのオックスフォード生まれ。カンタベリー大学で動物学と植物学を専攻し大学卒業後は世界中を旅して周り北海の石油採掘所で働く。ニュージーランドへ帰国後、リンカーン大学で資源管理学の学位を取得し同大学の教師となる。その後、アメリカ合衆国モンタナ州立大学で経済学修士号を取得する。1993年にニュージーランドの著名なビジネスマンであるアラン・ギブスの依頼を受けエコノミストとして活動すると同時にギブスのラジオ局で働く。元財務大臣のロジャー・ダグラスと知り合い、ダグラスの設立した消費納税者協会に加わり初代会長兼代表に就任する。
1996年の議会総選挙にACTニュージーランド党より比例出馬し初当選する。2005年の総選挙では小選挙区より出馬し当選する。2004年にリチャード・プレブルが議員引退を表明し、ACTニュージーランド党の党首に就任した。